# Max Hofmeister
Max Hofmeister (Leoben, 22 marzo 1913 – Leoben, 12 aprile 2000) è stato un calciatore austriaco, di ruolo centrocampista.

## Carriera

### Club
Dal 1935 al 1940 ha giocato nella massima serie austriaca.

### Nazionale
Ha partecipato ai Giochi Olimpici di Berlino 1936, chiusi dalla sua nazionale con la vittoria della medaglia d'argento dopo la sconfitta ai tempi supplementari nella finale contro l'Italia; nel corso del torneo ha giocato in tutte e quattro le partite disputate dalla sua nazionale, senza mai segnare.